# Gradiče
Gradiče (nemško Graditschach) je naselje v Občini Suha v Okraju Velikovec na Koroškem v Avstriji.